# Président de la république fédérative socialiste de Yougoslavie

Drapeau du président de la république fédérative socialiste de Yougoslavie

Le président de la Yougoslavie (fédération démocratique de Yougoslavie, république populaire fédérative de Yougoslavie puis république fédérative socialiste de Yougoslavie) était le chef de l'État yougoslave entre 1945 et 1992. La présidence fut longtemps réservée à Josip Broz Tito qui fut élu président à vie en 1974. Après sa mort en 1980, une présidence tournante annuelle entre les différentes républiques fédérées de Yougoslavie fut mise en place.
La présidence, au sens large, était complétée par des représentants des différentes républiques constituant la république fédérative.

## Contexte
Reconstitué en 1943 pendant l'occupation allemande, le pays fut d'abord appelé « Fédération démocratique de Yougoslavie » par les Partisans yougoslaves sans fixer définitivement son statut : république, monarchie (c'est-à-dire continuation du royaume de Yougoslavie) ou autre. Après la fin de la guerre, les communistes dont le gouvernement au pouvoir est reconnu internationalement rebaptisent le pays « république fédérative populaire de Yougoslavie » lors de l'entrée en vigueur le 31 janvier 1946 de la nouvelle constitution. Le 7 avril 1963, la fédération change à nouveau de nom et devient la « république fédérative socialiste de Yougoslavie ». La constitution yougoslave de 1974 institue une présidence tournante ; le chef de l'État est alors le président de la présidence. À la suite de la proclamation de l'indépendance de la Slovénie, de la Croatie, de la Macédoine puis de la Bosnie-Herzégovine, la république fédérative socialiste de Yougoslavie est dissoute et laisse la place à la république fédérale de Yougoslavie qui ne comprend plus alors que la Serbie et le Monténégro. Cette dernière union « yougoslave » deviendra la Serbie-et-Monténégro en 2003 avant que les deux républiques constitutives ne deviennent séparément indépendantes en 2006.

## Liste des chefs d'État yougoslaves

### Président de la présidence de l'Assemblée nationale (1945–1953)
| Nom        | Photo      | Parti                                                                     | Début de mandat  | Fin de mandat   | Commentaire |
| ---------- | ---------- | ------------------------------------------------------------------------- | ---------------- | --------------- | ----------- |
| Ivan Ribar | Ivan Ribar | Parti communiste de Yougoslavie puis Ligue des communistes de Yougoslavie | 29 décembre 1945 | 14 janvier 1953 | Croate      |

### Président (1953-1980)
| Nom             | Photo | Parti                                | Début de mandat | Fin de mandat | Commentaire                                 |
| --------------- | ----- | ------------------------------------ | --------------- | ------------- | ------------------------------------------- |
| Josip Broz Tito |       | Ligue des communistes de Yougoslavie | 14 janvier 1953 | 4 mai 1980    | Création de la fonction de président croate |

### Présidents de la Présidence (1980-1992)
| Nom                | Photo              | Parti | Début de mandat | Fin de mandat   | Commentaire                                                                                              |
| ------------------ | ------------------ | --- | --------------- | --------------- | --- |
| Lazar Koliševski   | Lazar Koliševski   | Ligue des communistes de Yougoslavie                                                                              | 4 mai 1980      | 15 mai 1980     | République socialiste de Macédoine                                                                       |
| Cvijetin Mijatović | Cvijetin Mijatović | Ligue des communistes de Yougoslavie                                                                              | 15 mai 1980     | 15 mai 1981     | République socialiste de Bosnie-Herzégovine                                                              |
| Sergej Kraigher    | Sergej Kraigher    | Ligue des communistes de Yougoslavie                                                                              | 15 mai 1981     | 15 mai 1982     | République socialiste de Slovénie                                                                        |
| Petar Stambolić    | Petar Stambolic    | Ligue des communistes de Yougoslavie                                                                              | 15 mai 1982     | 15 mai 1983     | République socialiste de Serbie                                                                          |
| Mika Špiljak       | Mika Špiljak       | Ligue des communistes de Yougoslavie                                                                              | 15 mai 1983     | 15 mai 1984     | République socialiste de Croatie                                                                         |
| Veselin Đuranović  | Veselin Đuranović  | Ligue des communistes de Yougoslavie                                                                              | 15 mai 1984     | 15 mai 1985     | République socialiste du Monténégro                                                                      |
| Radovan Vlajković  | Radovan Vlajković  | Ligue des communistes de Yougoslavie                                                                              | 15 mai 1985     | 15 mai 1986     | Province socialiste autonome de Voïvodine                                                                |
| Sinan Hasani       |                    | Ligue des communistes de Yougoslavie                                                                              | 15 mai 1986     | 15 mai 1987     | Province socialiste autonome du Kosovo                                                                   |
| Lazar Mojsov       | Lazar Mojsov       | Ligue des communistes de Yougoslavie                                                                              | 15 mai 1987     | 15 mai 1988     | République socialiste de Macédoine                                                                       |
| Raif Dizdarević    | Raif Dizdarević    | Ligue des communistes de Yougoslavie                                                                              | 15 mai 1988     | 15 mai 1989     | République socialiste de Bosnie-Herzégovine                                                              |
| Janez Drnovšek     | Janez Drnovšek     | Ligue des communistes de Yougoslavie                                                                              | 15 mai 1989     | 15 mai 1990     | République socialiste de Slovénie                                                                        |
| Borisav Jović      | Borisav Jović      | Ligue des communistes de Yougoslavie (jusqu'à janvier 1990) Parti socialiste de Serbie (à partir de janvier 1990) | 15 mai 1990     | 15 mai 1991     | République socialiste de Serbie                                                                          |
| Sejdo Bajramović   | Sejdo Bajramović   | Parti socialiste de Serbie                                                                                        | 16 mai 1991     | 30 juin 1991    | Par intérim province autonome de Kosovo et Métochie                                                      |
| Stjepan Mesić      | Stjepan Mesić      | Union démocratique croate                                                                                         | 30 juin 1991    | 5 décembre 1991 | Dernier président de la république fédérative socialiste de Yougoslavie République socialiste de Croatie |
| Branko Kostić      |                    | Parti démocratique socialiste du Monténégro                                                                       | 5 décembre 1991 | 15 juin 1992    | Par intérim, mis en place par la Serbie et le Monténégro République du Monténégro (1992-2006)            |

## Représentants des républiques auprès de la présidence fédérale

Drapeau d'un membre de la présidence de la république fédérative socialiste de Yougoslavie

| Présidence 1971–1974 |                              |                                                 |
| Josip Broz Tito | 1971–1974                    | Président de la république, président de la LCY |
| Vidoje Žarković Veljko Mićunović Dobrosav Čulafić                                                                                   |                              | RS du Monténégro                                |
| Ilija Rakačić Remplacé par Sreten Kovacević Maćaš Keleman Remplacé par Ida Szabo                                                    |                              | PAS de Voïvodine                                |
| Ilijaz Kurteši Veli Deva |                              | PAS du Kosovo                                   |
| Nikola Minčev Krste Crvenkovski Kiro Gligorov Remplacé par Lazar Koliševski                                                         |                              | RS de Macédoine                                 |
| Hamdija Pozderac Rato Dugonjić Augustin Papić                                                                                       |                              | RS de Bosnie-Herzégovine                        |
| Sergej Kraigher Marko Bulc Mitja Ribičič                                                                                            |                              | RS de Slovénie                                  |
| Dragoslav Marković Dobrivoje Vidić Remplacé par Koka Popović Dragi Stamenković                                                      |                              | RS de Serbie                                    |
| Jakov Blažević Djuro Kladarin Mika Tripalo Remplacé par Milan Miskević                                                              |                              | RS de Croatie                                   |
| Présidence 1974–1979 |                              |                                                 |
| Josip Broz Tito | 15 mai 1974 – 15 mai 1979    | Président de la république, président de la LCY |
| Vidoje Žarković |                              | RS du Monténégro                                |
| Stevan Doronjski |                              | PAS de Voïvodine                                |
| Fadil Hoxha |                              | PAS du Kosovo                                   |
| Lazar Koliševski |                              | RS de Macédoine                                 |
| Cvijetin Mijatović |                              | RS de Bosnie-Herzégovine                        |
| Edvard Kardelj1 1979 : Sergej Kraigher                                                                                              |                              | RS de Slovénie                                  |
| Petar Stambolić |                              | RS de Serbie                                    |
| Vladimir Bakarić |                              | RS de Croatie                                   |
| Présidence 1979–1984 |                              |                                                 |
| Josip Broz Tito1 1980 : Stevan Doronjski 1980 : Lazar Mojsov 1981 : Dušan Dragosavac 1982 : Mitja Ribičič 1983 : Dragoslav Marković | 15 mai 1979 – 4 mai 1980     | Président de la république, président de la LCY |
| Vidoje Žarković |                              | RS du Monténégro                                |
| Stevan Doronjski1 1981 : Radovan Vlajković                                                                                          |                              | PAS de Voïvodine                                |
| Fadil Hoxha |                              | PAS du Kosovo                                   |
| Lazar Koliševski | 4 – 15 mai 1980              | RS de Macédoine                                 |
| Cvijetin Mijatović | 15 mai 1980 – 15 mai 1981    | RS de Bosnie-Herzégovine                        |
| Sergej Kraigher | 15 mai 1981 – 15 mai 1982    | RS de Slovénie                                  |
| Petar Stambolić | 15 mai 1982 – 15 mai 1983    | RS de Serbie                                    |
| Vladimir Bakarić1 1983 : Mika Špiljak                                                                                               | 15 mai 1983 – 15 mai 1984    | RS de Croatie                                   |
| Présidence 1984–1989 |                              |                                                 |
| Veselin Đuranović | 15 mai 1984 – 15 mai 1985    | RS du Monténégro                                |
| Radovan Vlajković | 15 mai 1985 – 15 mai 1986    | PAS de Voïvodine                                |
| Sinan Hasani | 15 mai 1986 – 15 mai 1987    | PAS du Kosovo                                   |
| Lazar Mojsov | 15 mai 1987 – 15 mai 1988    | RS de Macédoine                                 |
| Branko Mikulić2 1986 : Hamdija Pozderac3 1987 : Raif Dizdarević                                                                     | 15 mai 1988 – 15 mai 1989    | RS de Bosnie-Herzégovine                        |
| Stane Dolanc |                              | RS de Slovénie                                  |
| Nikola Ljubičić |                              | RS de Serbie                                    |
| Josip Vrhovec |                              | RS de Croatie                                   |
| Ali Shukri 1985 : Vidoje Žarković 1986 : Milanko Renovica 1987 : Boško Krunić 1988 : Stipe Šuvar (jusqu'à novembre 1988)            |                              | Ligue des communistes de Yougoslavie            |
| Présidence 1989–1991 |                              |                                                 |
| Nenad Bućin7 1991 : Branko Kostić                                                                                                   |                              | RS du Monténégro                                |
| Dragutin Zelenović5 1990 : Jugoslav Kostić                                                                                          |                              | PAS de Voïvodine                                |
| Riza Sapunxhiu6 1991 : Sejdo Bajramović                                                                                             |                              | PAS du Kosovo                                   |
| Vasil Tupurkovski |                              | RS de Macédoine / république de Macédoine       |
| Bogić Bogićević |                              | RS de Bosnie-Herzégovine                        |
| Janez Drnovšek | 15 mai 1989 – 15 mai 1990    | RS de Slovénie / république de Slovénie         |
| Borisav Jović | 15 mai 1990 – 15 mai 1991    | RS de Serbie                                    |
| Stipe Šuvar4 1990 : Stipe Mesić | 1er juillet – 3 octobre 1991 | RS de Croatie / république de Croatie           |